# 山﨑貴弘
山﨑 貴弘（やまざき たかひろ、1978年9月1日 - ）は、静岡県菊川市出身の元プロ野球選手（投手、外野手）。

## 来歴・人物
小笠高3年夏は優勝した常葉菊川に敗れてベスト8。1996年度ドラフト会議にてヤクルトスワローズから3巡目指名を受けて入団。1年目の10月に左肘を手術した。
1999年、一軍初登板。
2000年シーズンオフに寺村友和との交換トレードで千葉ロッテマリーンズへ移籍。
2001年5月29日、対福岡ダイエーホークス11回戦の8回表1死一塁の場面に4番手として登板。1球目で松中信彦を併殺打に討ち取ってチェンジとなり、その裏に味方が勝ち越したため、1球でプロ初勝利を挙げた。初勝利が1球勝利となるのはプロ野球史上初のケースであった。しかし11試合の登板で防御率は14点台と振るわず、シーズンオフには野手への転向を宣言した。
2002年シーズンは野手登録となったが、左投手が不足するチーム事情から二軍戦ではたびたびマウンドに上がった。結局この年のオフに再び投手登録に戻ったが、2003年は一軍での登板はなく、同年オフに自由契約となり現役を引退。一軍戦での勝利は前述の1球勝利による1勝のみであったが、このような事例は2020年シーズン終了時点で山﨑のみである。引退後は自動車関係の仕事に就き、渡豪もしていた。
2016年の学生野球資格回復研修を受講した上で、翌2017年2月7日に日本学生野球協会より学生野球資格回復の適性認定を受けたことにより、学生野球選手への指導が可能となった。

## 詳細情報

### 年度別投手成績
| 年 度     | 球 団     | 登 板 | 先 発 | 完 投 | 完 封 | 無 四 球 | 勝 利 | 敗 戦 | セ 丨 ブ | ホ 丨 ル ド | 勝 率 | 打 者 | 投 球 回 | 被 安 打 | 被 本 塁 打 | 与 四 球 | 敬 遠 | 与 死 球 | 奪 三 振 | 暴 投 | ボ 丨 ク | 失 点 | 自 責 点 | 防 御 率 | W H I P |
| --------- | --------- | ----- | ----- | ----- | ----- | -------- | ----- | ----- | -------- | ----------- | ----- | ----- | -------- | -------- | ----------- | -------- | ----- | -------- | -------- | ----- | -------- | ----- | -------- | -------- | ------- |
| 1999      | ヤクルト  | 6     | 0     | 0     | 0     | 0        | 0     | 0     | 0        | --          | ----  | 31    | 6.1      | 6        | 1           | 6        | 1     | 0        | 4        | 1     | 0        | 6     | 6        | 8.53     | 1.89    |
| 2001      | ロッテ    | 11    | 0     | 0     | 0     | 0        | 1     | 0     | 0        | --          | 1.000 | 48    | 8.1      | 14       | 0           | 11       | 0     | 0        | 4        | 2     | 0        | 13    | 13       | 14.04    | 3.00    |
| 通算：2年 | 通算：2年 | 17    | 0     | 0     | 0     | 0        | 1     | 0     | 0        | --          | 1.000 | 79    | 14.2     | 20       | 1           | 17       | 1     | 0        | 8        | 3     | 0        | 19    | 19       | 11.66    | 2.52    |

### 記録
- 初登板：1999年8月20日、対横浜ベイスターズ18回戦（明治神宮野球場）、9回表に3番手で救援登板・完了、1回無失点
- 初奪三振：同上、9回表に川村丈夫から
- 初勝利：2001年5月29日、対福岡ダイエーホークス11回戦（千葉マリンスタジアム）、8回表1死に4番手で救援登板、2/3回無失点

その他の記録
- 1球勝利投手：2001年5月29日、対福岡ダイエーホークス11回戦（千葉マリンスタジアム）、8回表に松中信彦を二併殺 ※史上12人目
- 1球勝利がプロ初勝利 ※史上初

### 背番号
- 58 （1997年 - 2000年）
- 35 （2001年 - 2003年）